# Scituloglaucytes argentea
Scituloglaucytes argentea är en skalbaggsart som först beskrevs av J. Linsley Gressitt 1956.  Scituloglaucytes argentea ingår i släktet Scituloglaucytes och familjen långhorningar. Inga underarter finns listade i Catalogue of Life.